# コンコーダンス
コンコーダンス（英語: concordance）とは、英国で1993年ごろから発展してきた服薬や薬物治療に対する考え方。英国保健省と英国王立薬剤師会が共同で設置した「Medicines Pharnership Group」にて、服薬コンプライアンスの向上のために検討された。その際の定義は「服薬に関して、患者の考えを尊重する話し合いの後に、患者と医療者が到達する合意」である。
Marinker M. (1997) は「パートナーシップに基づき、患者と医療従事者間で疾患や治療について情報を共有した上で話し合い治療を決定し、そこには専門家としての患者の知識および意見が十分に考慮される」と説明した。
服薬コンプライアンス・服薬アドヒアランスとは別の概念。